# Na dnu (strip)
Na dnu je epizoda Dilan Doga objavljena u Srbiji premijerno u svesci br. 150. u izdanju Veselog četvrtka. Sveska je objavljena 08.08.2019. Koštala je 270 din (2,3 €; 2,7 $). Imala je 94 strane.

## Originalna epizoda
Originalna epizoda pod nazivom Sul fondo objavljena je premijerno u br. 359. regularne edicije Dilana Doga u Italiji u izdanju Bonelija. Izašla je 29.07.2016. Epizodu je nacrtao Marko Nikoli, a scenario je napisao Mateo Kazali. Naslovnu stranu je nacrtao Anđelo Stano. Koštala je 3,9 €.

## Kratak sadržaj
Holden Heklston boluje od teške bolesti. Do sitnih detalja se seća događaja drugih ljudi među kojima su ubice. Obraća se Dilanu za pomoć. Da bi ubedio Dilana da ga ne laže (tj. da on nije ubica), vodi ga najpre na mesto zločina, a potom do pravog ubice koji naposletku priznaje zločin. Nakon toga, Dilan ga vodi do Karpentera i Ranije kojima ponavlja isto što je ispričao Dilanu. Zaplet nastaje kada se Holdenova sećanja prepliću sa Dilanovim. Dilan se zaprepašćuje kada saznaje da Holden zna neke detalje o njegovom odnosu sa Bri (epizoda: Uspomene nevidljivog). Holden ovo radi nesvesno da bi prikrio neke tamne detalje sopstvenog sećanja.

### Hipertimezija
U epizodi je Holdenova bolest predstavljena kao hipertimezija (str. 15). Međutim, hipertimezija se odnosi samo na svoja, a ne i tuđa sećanja.

## Ranijin odnos prema Dilanu
Iako je u prethdnim epizodama Dilan flertovao s Ranijom, ovoga puta se čini kao da za to nema vremena. Ranija ga po prvi put oslovaljava sa “stari momče”, što je ranije bila karakteristično za inspektora Bloka.